# Ol’ Blue Eyes is Back
Az Ol' blue eyes is back című lemez Frank Sinatra amerikai énekes és színész első szólóalbuma, amit 1971-es búcsúkoncertje után adott ki. A lemezen szereplő dalok 1973 júniusában és augusztusában lettek lemezre véve. A Send In The Clowns az 1973 februárjában indult Little Night Music című showból származik. A lemez 1973 októberében jelent meg, egymillió példányban kelt el, így platinalemez lett, közönségsiker. A dalok közül kiváltképp ismert a Let me Try Again és a Send In The Clowns. A zenekart Gordon Jenkins vezényelte, a hangszerelés Gordon Jenkins és Don Costa munkája.

## Számok
1. You Will Be My Music (Joe Raposo) 3:53
2. You're So Right (For What's Wrong In My Life, Pike/Randazzo/Joyce) 4:03
3. Winners (Theme From Maurie, Joe Raposo) 2:51
4. Nobody Wins (Kris Kristofferson) 5:10
5. Send In The Clowns (From A Little Night Music, Stephen Sondheim) 4:10
6. Dream Away (From the MGM film The Man Who Loved Cat Dancing, Williams/Williams) 4:22
7. Jet Me Try Again (Laisse Moi Le Temps, music by Caravelli, French lyric by Michel Jourdan, English version by Paul Anka and Sammy Cahn) 3:31
8. There Used To Be A Ballpark (Joe Raposo) 3:34
9. Noah (Joe Raposo) 4:22